# Saint-Aubin-du-Pavail
Pour les articles homonymes, voir Saint-Aubin.
Saint-Aubin-du-Pavail est une ancienne commune française située dans le département d'Ille-et-Vilaine en région Bretagne, devenue le 1er janvier 2017 une commune déléguée au sein de la commune nouvelle de Châteaugiron, avec Ossé.
Elle est peuplée de 822 habitants.

## Géographie
Saint-Aubin-du-Pavail est à une altitude de 59 mètres.
La commune est située dans le Pays de Rennes, à 20 km au sud-est de la capitale bretonne.
Elle est bordée par plusieurs communes : Ossé au nord (à 1,2 km), Châteaugiron à l'ouest (à 2,4 km), Piré-sur-Seiche au sud (à 6,0 km), et Domagné à l'est (à 7,2 km).
Elle appartient au canton de Châteaugiron.

### Hameaux et lieux-dits
- L'Aubriais, La Cour Verte, Le Gacel, La Guinais, Piolaine, Tayée, Tèbry. La Hazais

## Toponymie
Le nom de la localité est attesté sous les formes ecclesia Sancti Albani (en 1050), Sanctus Albinus de Pavello (en 1516). Saint-Aubin-du-Pavail vient de saint Aubin, évêque d'Angers au VIe siècle. Amedée Guillotin de Corson, il est "formellement question de Saint-Aubin-du-Pavail" dans un acte daté de 1245.
Le terme « Pavail » désigne éventuellement le pavé de la voie gallo-romaine qui traversait la commune,,. Son tracé prit plus tard le nom de "Chemin des Saulniers" (à cause des contrebandiers de sel) et constituait probablement la limite entre les (futures) communes de Chaumeré et Saint-Aubin-du-Pavail.
En gallo, langue locale, la commune se nomme S-t-Aobin. L'Office public de la langue bretonne propose Sant-Albin-ar-Pavez en breton, bien que la localité se situe hors de la zone d'expansion maximum de la pratique traditionnelle du breton.

## Histoire

### Préhistoire
En 2011, un important trésor monétaire est mis au jour sur le territoire de la commune. Contenant plus de 1 000 statères gauloises, le dépôt est daté du Ier siècle av. J.-C. et attribué au peuple des Riedones.

### Moyen Âge
Lorsqu'au milieu du XIe siècle, Brient, premier seigneur de Châteaubriant, fonde près de son château le prieuré de Béré en faveur des moines de Marmoutier, il donne entre autres choses à ces religieux deux métairies en Piré et la dîme de l'église de Saint-Aubin, située dans ce même Piré, « duas mediaterias apud villam quoe nuncupatur Piriacus, decimam quoque ecclesioe Sancti Albani quoe est in ipsa villa ». Cette donation est confirmée en 1217 par Geoffroy, baron de Châteaubriant. Néanmoins, Saint-Aubin ne semble pas in parochia (dans la paroisse), mais in villa. Ce mot villa doit être pris dans le sens de « fief », et indique simplement la position de Saint-Aubin-du-Pavail dans le fief de Piré, appartenant au seigneur de Châteaubriant.
Quoi qu'il en soit, il est formellement question de la paroisse de Saint-Aubin-du-Pavail dans la charte suivante, datée du mois de mars 1245 : à cette époque, Mathieu du Teil, sénéchal de Bonabes, seigneur de Rougé, constate que Geffroy Lainé renonce en faveur des moines de Béré au huitième de la dîme de la Gillerie, levée par ces religieux dans la paroisse de Saint-Aubin-du-Pavail. Geffroy ne fait cet abandon qu'à la condition, toutefois, qu'il jouisse de ce huitième de dîme tant qu'il vivra, et que les moines lui fournissent chaque année trois miches de pain, « tres panes qui miche vocantur », et une demi-bouteille de vin. Après sa mort, ces religieux jouiraient de toute la dîme et ne devraient plus ni pain, ni vin. L'abbaye de Marmoutier unit ce qu'elle possède en Saint-Aubin-du-Pavail à son prieuré de la Franceule en Amanlis), annexe du prieuré de Béré. Aussi est-il dit en 1681 que le prieur de Béré et de la Franceule perçoit seul en Saint-Aubin le trait de dîme dit « trait de Béré », mais ne lève que deux tiers des autres traits, nommés la Guinais, Mardeau et le Bourg ; le dernier tiers de ces dîmes appartient au recteur, qui lève, comme les moines, la onzième gerbe. En 1790, le recteur de Saint-Aubin déclare que son tiers de dîmes est estimé 760 livres, et qu'il jouit en outre du presbytère et de son pourpris, contenant sept journaux de terre labourable et trois journaux de prairies, valant 300 livres. C'est donc un revenu total de 1 060 livres de rente, dont il faut vraisemblablement déduire les charges.
La seigneurie de Saint-Aubin-du-Pavail relevait de la baronnie de Châteaugiron. Elle passe par alliance à la fin du XVe siècle aux seigneurs du Boisorcan, qui l'unissent à leur châtellenie en 1583.

### Époque moderne

#### Le chemin des Saulniers
Un chemin des Saulniers (emprunté par les faux-sauniers pratiquant la contrebande du sel entre la Bretagne et le Maine, pays de gabelle), passe à la limite des communes de Veneffles (désormais annexée par la commune de Châteaugiron) et d'Ossé avec celles de Chaumeré (désormais annexée par la commune de Domagné) et Saint-Aubin-du-Pavail, puis à la limite de celle de Cornillé avec celles de Torcé et Louvigné-de-Bais avant de rejoindre, via Étrelles et Argentré-du-Plessis, Le Pertre. Ce chemin des saulniers est d'origine ancienne, c'est probablement une ancienne voie romaine. Son tracé se lit encore très bien sur une carte, empruntant successivement de l'ouest vers l'est des tronçons des routes départementales 93, 104, 35, à nouveau 104 et enfin 3.

### LeXIXesiècle

#### Saint-Aubin-du-Pavail en 1851
Lors du recensement de 1851 la commune a 566 habitants répartis en fermes isolées et en une dizaine de hameaux dont deux (La Guinais et La Hazais) sont plus peuplés que le bourg, qui compte seulement une vingtaine d'habitants ; ceux-ci vivent pour l'essentiel en autarcie, chaque famille ou presque fabriquant par exemple son beurre et son cidre. L'été est consacré à l'agriculture et aux récoltes ; l'hiver on émonde les arbres, on fait des fagots et on ramasse les feuilles mortes dont on fait de la litière pour le bétail.
Les hommes travaillent surtout dans l'agriculture : c'est le cas de 127 d'entre eux (7 propriétaires, 44 fermiers, 2 métayers, 29 journaliers (dont 10 ont aussi une autre profession) et 45 domestiques). Les chiffres sont analogues pour les femmes, la seule différence étant la présence de 55 domestiques parmi elles.
Les 62 hommes ne travaillant pas dans l'agriculture étaient tisserands ou travailleurs du textile pour 60 d'entre eux ; 9 étaient rentiers, 5 charrons, 6 mendiants, 1 prêtre et 1 transporteur ; les chiffres sont voisins pour les femmes : 63 travaillant dans le textile, 3 seulement étant rentières. La commune comptait par ailleurs 162 enfants

## Politique et administration

### Administration municipale

#### Élections municipales 2014
Jean-Pierre Petermann est élu au premier tour aux élections municipales de 2014. Figurant sur la seule liste en présence, il obtient 322 voix sur 374 suffrages exprimés. Le conseil municipal se compose de quinze membres, dont quatre adjoints.

#### Élections municipales 2008
Jean-Luc Poussier est élu au premier tour aux élections municipales de 2008. Figurant sur la seule liste en présence, à l'exception d'un candidat présenté hors liste, il obtient 225 voix sur 372 suffrages exprimés. Le conseil municipal se compose de quinze membres.

### Liste des maires
| Période                                  | Période        | Identité                      | Étiquette | Qualité                                         |
| ---------------------------------------- | -------------- | ----------------------------- | --------- | ----------------------------------------------- |
| 1789                                     | 1792           | François Jameu                |           | Maire                                           |
| décembre 1792                            | avril 1795     | Julien Chevalier              |           | Maire                                           |
| mai 1795                                 | mars 1798      | Jacques Bruneau               |           | Agent municipal                                 |
| 1798                                     | mai 1807       | François Jameu                |           | Agent municipal en 1798 puis maire en 1800-1807 |
| juin 1807                                | mai 1815       | Paul Baratte                  |           |                                                 |
| juin 1815                                | septembre 1815 | Philippe Guibourg             |           |                                                 |
| octobre 1815                             | novembre 1821  | Julien Gilbert                |           |                                                 |
| décembre 1821                            | aout 1830      | Sulpice Brossault             |           |                                                 |
| septembre 1830                           | mars 1854      | Augustin Desmons              |           |                                                 |
| mars 1854                                | septembre 1871 | René Primault                 |           |                                                 |
| novembre 1871                            | janvier 1876   | Pierre Primault               |           |                                                 |
| février 1876                             | octobre 1876   | Augustin Rupin                |           |                                                 |
| octobre 1876                             | fin 1877       | François Renoul               |           |                                                 |
| mars 1878                                | février 1879   | Augustin Rupin                |           |                                                 |
| avril 1879                               | décembre 1880  | Julien Blanchet               |           |                                                 |
| janvier 1881                             | mai 1884       | Jean Marie Moraux             |           |                                                 |
| mai 1884                                 | mai 1900       | Pierre Primault               |           |                                                 |
| mai 1900                                 | décembre 1919  | Jean-Baptiste Boué            |           |                                                 |
| décembre 1919                            | avril 1944     | Jean-Baptiste Drouadaine      |           |                                                 |
| mai 1944                                 | novembre 1944  | Jean-Baptiste Drouadaine fils |           |                                                 |
| novembre 1944                            | mars 1959      | Jean-Baptiste Primault        |           |                                                 |
| mars 1959                                | mars 1983      | François Delalande            |           |                                                 |
| mars 1983                                | mars 1995      | Robert Beyer                  |           |                                                 |
| mars 1995                                | mars 2014      | Jean-Luc Poussier             | DVG       | Journaliste                                     |
| mars 2014                                | décembre 2016  | Jean-Pierre Petermann         | SE        | Artiste musicien                                |
| Les données manquantes sont à compléter. |                |                               |           |                                                 |

### Budget municipal

#### Budget 2010
Le budget municipal s'élève à 586 000 € en fonctionnement (755 € par habitant).
Les recettes de fonctionnement sont fournies par les impôts et taxes pour 123 000 € et 111 000 € de dotation globale de fonctionnement.
Les charges de fonctionnement sont réparties sur 144 000 € de charges de personnel (27,43 % des charges), 74 000 € d'achats et charges externes, 19 000 € de charges financières (soit 25 € par habitant).
Le montant des subventions versées se monte à 30 000 € (39 € par habitant).
La commune dégage un résultat comptable positif de 62 000 €.
L'encours total de la dette est de 622 000 € (801 € par habitant).
Ce qui correspond à 106,14 % du budget de fonctionnement.
Pour l’ensemble des communes françaises de 500 à 2 000 habitants, la dette s'élève en moyenne à 587 € par habitant.
La capacité d'autofinancement brute est de 79 € par habitant, inférieure à la moyenne de la strate, qui s'élevait à 150 € par habitant.

#### Budget 2011
Le budget municipal s'élève à 504 000 € en fonctionnement (653 € par habitant).
Les recettes de fonctionnement sont fournies par les impôts et taxes pour 153 000 € et 113 000 € de dotation globale de fonctionnement.
Les charges de fonctionnement sont réparties sur 130 000 € de charges de personnel (40,12 % des charges), 73 000 € d'achats et charges externes, 21 000 € de charges financières (soit 27 € par habitant).
Le montant des subventions versées se monte à 38 000 € (50 € par habitant).
La commune dégage un résultat comptable positif de 180 000 €.
L'encours total de la dette est de 615 000 € (798 € par habitant).
Ce qui correspond à 122,02 % du budget de fonctionnement.
Pour l’ensemble des communes françaises de 500 à 2 000 habitants, la dette s'élève en moyenne à 592 € par habitant.
La capacité d'autofinancement brute est de 233 € par habitant, supérieure à la moyenne de la strate, qui s'élevait à 168 € par habitant.

#### Budget 2012
Le budget municipal s'élève à 400 000 € en fonctionnement (527 € par habitant).
Les recettes de fonctionnement sont fournies par les impôts et taxes pour 171 000 € et 108 000 € de dotation globale de fonctionnement.
Les charges de fonctionnement sont réparties sur 139 000 € de charges de personnel (41,06 % des charges), 65 000 € d'achats et charges externes, 20 000 € de charges financières (soit 26 € par habitant).
Le montant des subventions versées se monte à 43 000 € (57 € par habitant).
La commune dégage un résultat comptable positif de 60 000 €.
L'encours total de la dette est de 562 000 € (742 € par habitant).
Ce qui correspond à 140,50 % du budget de fonctionnement.
Pour l’ensemble des communes françaises de 500 à 2 000 habitants, la dette s'élève en moyenne à 596 € par habitant.
La capacité d'autofinancement brute est de 80 € par habitant, inférieure à la moyenne de la strate, qui s'élevait à 168 € par habitant.

#### Endettement
Endettement de la commune pour la période 2000-2012
| Sources des données : Ministère des finances |

La dette a augmenté de 591 % de 2003 à 2010. Par contre, elle a diminué de 9,64 % de 2010 à 2012.
L'annuité de la dette par habitant a progressé de 1086 % pendant la même période. Par contre, elle a diminué de 72 % de 2010 à 2012.

### Fiscalité locale
En 2012, la commune intervient comme suit pour ce qui concerne la taxation :
| Taxe d'habitation (TH)                              | 13,50 % |
| Taxe foncière sur les propriétés bâties (TFPB)      | 15,50 % |
| Taxe foncière sur les propriétés non bâties (TFPNB) | 40,50 % |

Produits des différentes taxes de 2004 à 2012
|                                              | 2004 | 2005 | 2006 | 2007 | 2008 | 2009 | 2010 | 2011 | 2012 |
| Taxe d'habitation en milliers d'euros        | 37   | 38   | 40   | 42   | 47   | 52   | 59   | 61   | 68   |
| Foncier bâti en milliers d'euros             | 24   | 25   | 29   | 32   | 33   | 36   | 40   | 42   | 46   |
| Foncier non bâti en milliers d'euros         | 15   | 15   | 12   | 13   | 13   | 13   | 14   | 14   | 15   |
| Taxe d'habitation par habitant en euros      | 53   | 55   | 55   | 58   | 64   | 68   | 76   | 80   | 89   |
| Foncier bâti par habitant en euros           | 35   | 36   | 40   | 43   | 44   | 46   | 52   | 54   | 61   |
| Foncier non bâti par habitant en euros       | 22   | 22   | 17   | 17   | 18   | 17   | 18   | 19   | 19   |
| -------------------------------------------- | ---- | ---- | ---- | ---- | ---- | ---- | ---- | ---- | ---- |
| Sources des données : Ministère des finances |      |      |      |      |      |      |      |      |      |

Le produit de la taxe d'habitation par habitant a augmenté de 68 % de 2004 à 2012.

## Démographie
L'évolution du nombre d'habitants est connue à travers les recensements de la population effectués dans la commune depuis 1793. Pour les communes de moins de 10 000 habitants, une enquête de recensement portant sur toute la population est réalisée tous les cinq ans, les populations de référence des années intermédiaires étant quant à elles estimées par interpolation ou extrapolation. Pour la commune, le premier recensement exhaustif entrant dans le cadre du nouveau dispositif a été réalisé en 2005.
En 2014, la commune comptait 822 habitants, en évolution de +8,59 % par rapport à 2008 (Ille-et-Vilaine : +5,46 %, France hors Mayotte : +2,11 %).
| 1793 | 1800 | 1806 | 1821 | 1831 | 1836 | 1841 | 1846 | 1851 |
| ---- | ---- | ---- | ---- | ---- | ---- | ---- | ---- | ---- |
| 577  | 591  | 585  | 617  | 632  | 625  | 619  | 612  | 566  |

| 1856 | 1861 | 1866 | 1872 | 1876 | 1881 | 1886 | 1891 | 1896 |
| ---- | ---- | ---- | ---- | ---- | ---- | ---- | ---- | ---- |
| 572  | 539  | 534  | 522  | 506  | 449  | 454  | 424  | 403  |

| 1901 | 1906 | 1911 | 1921 | 1926 | 1931 | 1936 | 1946 | 1954 |
| ---- | ---- | ---- | ---- | ---- | ---- | ---- | ---- | ---- |
| 393  | 373  | 355  | 332  | 336  | 333  | 333  | 300  | 297  |

| 1962 | 1968 | 1975 | 1982 | 1990 | 1999 | 2005 | 2006 | 2010 |
| ---- | ---- | ---- | ---- | ---- | ---- | ---- | ---- | ---- |
| 310  | 300  | 311  | 442  | 497  | 591  | 733  | 763  | 729  |

| 2014 | - | - | - | - | - | - | - | - |
| ---- | - | - | - | - | - | - | - | - |
| 822  | - | - | - | - | - | - | - | - |

### Structures de la population
Pyramide des âges de la commune de Saint-Aubin-du-Pavail
| \| Hommes \| Classe d’âge \| Femmes \| \| ------ \| ------------ \| ------ \| \| 13 \| 75 à 89 \| 13 \| \| 39 \| 60 à 74 \| 31 \| \| 91 \| 45 à 59 \| 85 \| \| 91 \| 30 à 44 \| 90 \| \| 37 \| 15 à 29 \| 53 \| \| 97 \| 0 à 14 \| 105 \| |              |        |
| Hommes | Classe d’âge | Femmes |
| 13 | 75 à 89      | 13     |
| 39 | 60 à 74      | 31     |
| 91 | 45 à 59      | 85     |
| 91 | 30 à 44      | 90     |
| 37 | 15 à 29      | 53     |
| 97 | 0 à 14       | 105    |

Source : Insee, RP2009 exploitation principale.
|                                              | Ensemble | Hommes | Femmes |
| -------------------------------------------- | -------- | ------ | ------ |
| Population non scolarisée de 15 ans ou plus  | 495      | 253    | 242    |
| Part des titulaires en %                     |          |        |        |
| - d'aucun diplôme                            | 9,0      | 9,4    | 8,6    |
| - du certificat d'études primaires           | 9,6      | 7,4    | 12,0   |
| - du BEPC, brevet des collèges               | 3,1      | 2,9    | 3,4    |
| - d'un CAP ou d'un BEP                       | 31,2     | 35,2   | 27,0   |
| - d'un baccalauréat                          | 19,9     | 18,9   | 21,0   |
| - d'un diplôme de niveau bac + 2             | 15,7     | 14,3   | 17,2   |
| - d'un diplôme de niveau supérieur à bac + 2 | 11,3     | 11,9   | 10,7   |

Source : Insee, RP2008 exploitation principale.

## Économie

### Revenus de la population et fiscalité
En 2008, le revenu fiscal médian par ménage était de 20 824 €, ce qui place Saint-Aubin-du-Pavail au 4 873e rang parmi les 31 604 communes répertoriées en France et au 29e rang départemental.
En 2008, 66,6 % des foyers fiscaux de la commune étaient imposables (222 pour 331 foyers fiscaux). Le revenu net déclaré moyen s'élevait à 26 886 €.
L'impôt moyen était de 752 €.

### Emploi et population active
En 2008, il y avait 386 actifs (population de 15 à 64 ans) pour 22 chômeurs. Ce qui fait un taux de chômage de 5,6 % pour la commune.Ce qui la place au 141e rang départemental (taux du département 8,3 %).

## Transports
- Illenoo 3 Rennes - Châteaugiron - La Guerche-de-Bretagne.

## Patrimoine religieux

### L'église

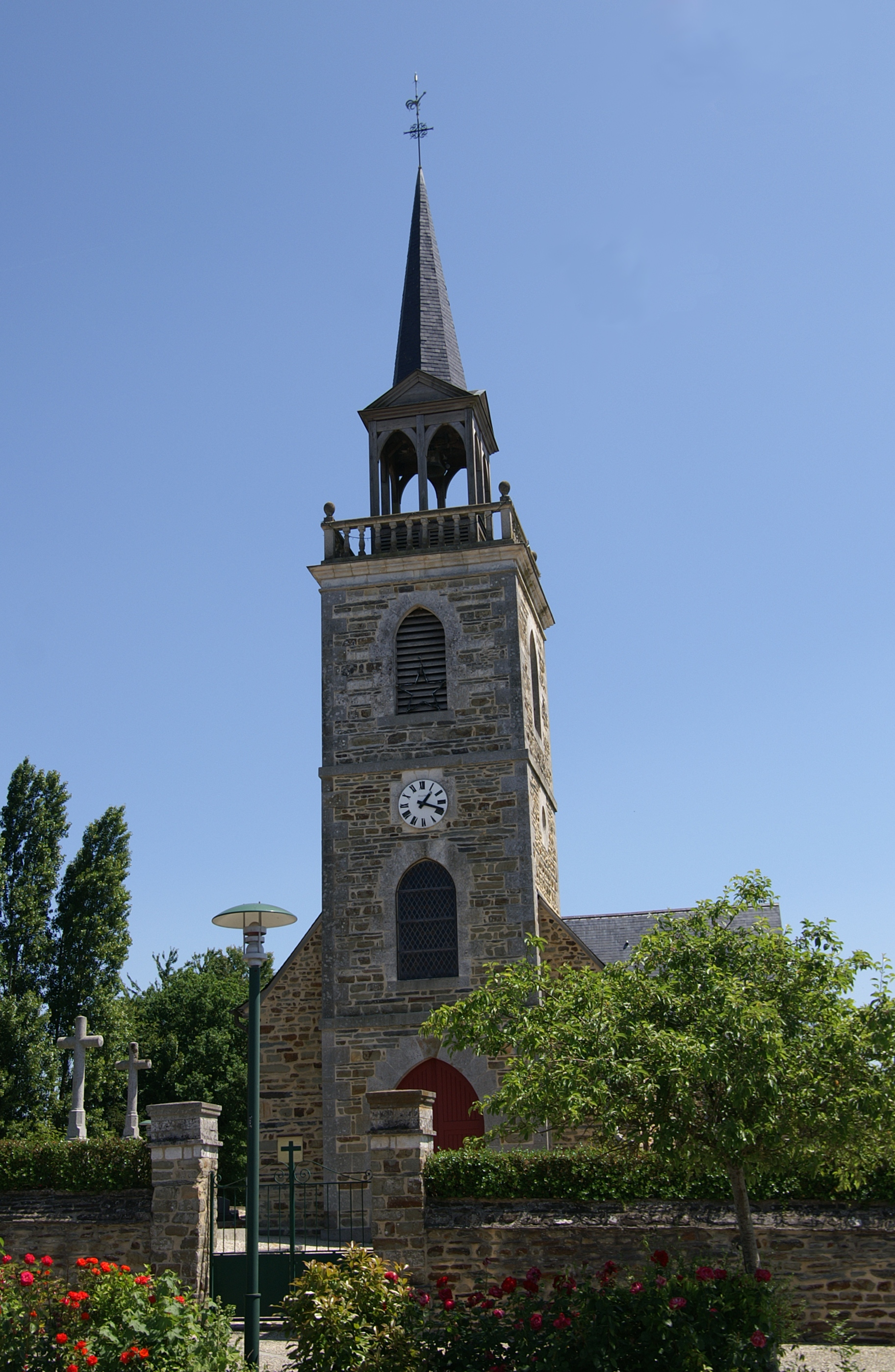
L'église paroissiale de Saint-Aubin-du-Pavail.

L'église Saint-Aubin (XIIe-XVIe-XVIIe-XVIIIe-XIXe siècles). Dédiée à saint Aubin, évêque d'Angers, l'église de Saint-Aubin-du-Pavail est bâtie en forme de croix. La nef présente intérieurement les dates de 1607 et 1620, et à l'extérieur on lit sur une porte latérale le millésime 1618 (ou 1638). La chapelle du nord semble seule un peu plus ancienne et pourrait bien remonter au XVIe siècle. Quant au chœur actuel, il fut construit avec un chevet droit en 1763, en place d'un chanceau terminé en hémicycle. Il est très probable que ce chœur primitif fût d'architecture romane. Le clocher se trouvait à l'origine au milieu de l'église, mais en 1853 on le construisit au bas de la nef, qu'on allongea à cette occasion. Il semble qu'aux siècles derniers le baron de Châteaugiron était seigneur supérieur de cette église, dans laquelle le seigneur de Saint-Aubin prétendait avoir les autres prééminences. Il y avait quelques fondations dans cette église, entre autres celle de la messe matinale chaque dimanche faite par Jean Denys. Les deux chapelles faisant transept sont construites au nord et au sud de l'édifice respectivement au XVIe siècle et en 1607. La nef qui porte les dates de 1607 et de 1620 a été allongée en 1853 sur les plans de l'architecte Auguste Marchand. Deux sacristies sont construites en 1863 et 1864. La cloche nommée Thérèse date de 1732 (elle a comme parrain René Jacques Louis Le Prestre et comme marraine Thérèse Pauline Le Prestre). Les fonts baptismaux, œuvre du sculpteur Mazères, datent de 1855.

### L'école privée
Après la laïcisation de l'école communale en mai 1899, la supérieure générale des Chênes de Paramé demanda au recteur Thomas de construire une école libre. Après avoir trouvé le financement (coût total 5 838 frs). Les travaux pouvaient commencer, ils débutèrent en été 1899 et se terminèrent pour la fin de l'année. La bénédiction eut lieu le 4 février 1900 et l'école commença le lendemain avec les sœurs de Paramé et elles y restèrent jusqu'au 25 juillet 1963.
Elle est typique des écoles construites à la fin du XIXe siècle par son décor en brique et l'utilisation du schiste ardoisier en appareillage régulier. Le logement des religieuses fut construit en novembre 1900 (les travaux durèrent trois mois), il est dans le bâtiment en retour. Son accès se fait par la porte à l'est. Son décor plus travaillé (chapiteau en brique) que les autres baies permet de connaître sa destination. Les deux autres portes en anse de panier et au décor plus sobre permettent l'accès direct aux classes qui sont éclairées chacune par une fenêtre. L'entreprise Guibourg fut le constructeur des deux bâtiments.

### Les croix
- Croix au carrefour de la D 463 et de la route menant à Saint-Aubin. Croix en bois de 4,5 m de haut.
- Croix dans le bourg, sur la droite, route d'Amanlis, après l'école Saint-Jean-Baptiste. Croix en granit de 2,80 m de haut sur socle double en granit avec inscription 1907 sur le socle et O Crux Ave sur la branche de la croix.
- Croix à la Cour Verte, au deuxième carrefour de la D 463 et de la route de Sain- Aubin. Croix en granit de 2,70 m de hauteur sur socle double et socle hexagonal (fût et croix cylindriques) avec les inscriptions INRI et Jubilé 1926. Avec Christ en croix. Dons des demoiselles Renoul.
- Croix rue de la Mairie, en chêne, de 5 m de hauteur sur socle de pierre avec Christ et inscriptions Mission 1950 sur socle et INRI.
- Croix de la Guinais, sur la D 93, en granit, de 2,50 m de haut sur socle double avec fût et croix circulaires et inscription Mon Jésus Miséricorde sur socle.

### L'ancien presbytère
Le conseil municipal envisage la construction d'un nouveau presbytère en 1879, vu l'état de délabrement complet du presbytère existant. Auguste Marchand fut choisi comme architecte et les travaux commencèrent en mars 1884 et s'achevèrent en juin 1885.

## Cultes

### Culte catholique
La paroisse de Saint-Aubin-du-Pavail n'existe plus en tant que paroisse. Elle a été rattachée à la paroisse de Saint-Luc en pays de Châteaugiron.
Cette paroisse est composée de six communautés :
- de Châteaugiron (communauté de Sainte-Marie-Madeleine) ;
- de Domloup (communauté de Saint-Loup) ;
- de Nouvoitou (communauté de Saint-Martin de Tours) ;
- d'Ossé (communauté de Saint-Sulpice) ;
- de Saint-Aubin-du-Pavail (communauté de Saint-Aubin) ;
- de Veneffles (communauté de Saint-Médard).

La paroisse de Saint-Luc en Châteaugiron est rattachée au doyenné de Cesson et fait partie du diocèse de Rennes, Dol et Saint-Malo.

## Patrimoine civil
- Vestiges gallo-romains au Gacel, à Tébry, à Tayée et à l'Aubriais.
- L'ancien manoir de Saint-Aubin-du-Pavail. Le manoir de Saint-Aubin-du-Pavail, relevant de Châteaugiron, appartenait aux XVIe et XVIe siècles au seigneur du Boisorcant (ou Boisorcan). Il devait se trouver dans la partie du bourg appelée encore maintenant la Salle. Propriété successive des familles de Saint-Aubin (en 1427), de Pontrouault (en 1478), Thierry, seigneurs du Boisorcan (vers 1513), d'Angennes (vers 1583), de Morais, seigneurs du Boisorcan (en 1682 et 1718), de Martigné (en 1734)[29].
- Ancien manoir de la Touche-Fouquet. Propriété de la famille de Châteaugiron (en 1427 et 1513) et de la famille Déélin (en 1660)[29].
- Ancien manoir de Mardeaux.

### Mairie et maison d'école
- La maison d'école et la mairie sont construites par l'architecte Auguste Marchand et l'entrepreneur Guibourg. L'école est inaugurée en 1875. En 1896, un préau est édifié. La mairie était dans la partie sud du bâtiment et donnait sur la route. L'école était à l'arrière, dans la partie nord. À l'origine, la façade était composée de deux portes permettant l'accès direct à la salle de mairie et à la cuisine. De la cuisine, on accédait à l'escalier qui desservait le cellier situé au nord du bâtiment et l'étage où était le logement de l'institutrice. Il se composait de deux chambres. La salle de classe était à l'arrière du bâtiment, dans la partie nord. La grille d'entrée a été créée par l'ingénieur Lenoux en 1935.

### Monuments aux morts
Le monument aux morts se situe en bordure de cimetière. Il a été commandé, en 1925, par la municipalité en hommage à la mémoire de ses enfants morts pour la France lors de la Première Guerre mondiale. Par la suite, les noms de ceux morts pendant la Seconde Guerre mondiale ont été ajoutés.
Il a été inauguré le dimanche 13 juillet 1925 en présence de François Guérault, conseiller général de Châteaugiron, messieurs Coureau, maire de Châteaugiron, Marchand, maire de Noyal-sur-Vilaine, Rabaux, maire de Veneffles, Piquerel, maire de Saint-Armel, Gendry, maire de Nouvoitou, Denis, maire de Domloup et Drouadaine, maire de la commune.

## Sports
L'Ossé-Saint-Aubin fait évoluer une équipe de football en ligue de Bretagne.

## Archéologie
Un trésor d'un millier de monnaies gauloises fut découvert au lieu-dit de Piolaine lors de fouilles réalisées par l'État en 2013. Il se compose de statères en alliage d'argent et de cuivre dit « billon » d'origines des peuples Vénètes (Vannes) et Riedones (Rennes), ainsi que des monnaies dites « à l'octopède » montrant un cheval androcéphale dont les jambes se dédoublent au niveau du genou pour figurer un cheval au galop. Ce trésor comportait également deux monnaies dites « hybrides » qui présentent un droit de type vénète et un revers de type riedon, avec une roue à quatre rais. Cet enfouissement est selon Laurent Olivier lié à la campagne militaire de Jules César en 56 avant notre ère. Le musée d'Archéologie nationale de Saint-Germain-en-Laye a fait l'acquisition de la moitié de ce trésor, soit 480 pièces, qui viennent compléter le trésor découvert à quelques de mètres de là sur le territoire d'Amanlis (Ille-et-Vilaine) en 1835.